# پوتز ۶۳۰
پوتز ۶۳۰ (به انگلیسی: Potez 630) یک هواپیمای ساختِ کارخانهٔ نورداویاسیون در کشور فرانسه است. نخستین استفاده‌کنندهٔ این هواپیما نیروی هوایی فرانسه بوده‌است. این هواپیما برای نخستین بار در ۲۵ آوریل ۱۹۳۶ میلادی مورد استفاده قرار گرفت.